# L. S. Cousins
Lance Selwyn Cousins (4 août 1942 - 13 mars 2015) est un chercheur et spécialiste du Bouddha et du Bouddhisme (bouddhologie).

## Biographie
Né à Hitchin dans le Hertfordshire, il étudie l'histoire et les études orientales à l'université de Cambridge. Il prend un poste au département de religion comparée de l'université de Manchester en tant que maître de conférences, puis maître de conférences senior. Après une retraite anticipée dans les années 1990, il s'installe à Oxford et continue à publier des publications universitaires et des articles scientifiques. Il a notamment écrit un célèbre résumé historique, publié dans la revue The Journal of the Royal Asiatic Society (en) : "The Dating of the Historical Buddha: A Review article". 
Il est membre du Wolfson College de l'université d'Oxford et a fait partie de la faculté du Centre d'études bouddhistes d'Oxford.